# 45e régiment d'infanterie territoriale
Le 45e régiment d'infanterie territoriale est un régiment d'infanterie de l'armée de terre française qui a participé à la Première Guerre mondiale. Il est mobilisé en août 1914 comme unité de forteresse, dispersé à Givet, Longwy, Verdun ou encore Charleville. Le régiment est définitivement dissous en juillet 1917 mais ses bataillons continuent de servir comme unités de soutien jusqu'à la fin de la guerre.

## Création et différentes dénominations
- 19 mars 1875 : le 45e régiment d'infanterie territoriale reçoit son numéro en prévision de la mobilisation[1]
- août 1914 : formation du 45e régiment d'infanterie territoriale
- 31 août 1914 : l'état-major régimentaire et six des compagnies capitulent à Givet
- février 1915 : reconstitution du régiment par regroupement du 1er et du 6e bataillon
- 19 juillet 1917 : dissolution du régiment, les bataillons deviennent indépendants

## Chefs de corps
- août 1914 : lieutenant-colonel Moulin[2] (capturé avec la portion centrale du régiment le 31 août[3])
- février 1915 - janvier 1916 : lieutenant-colonel Husson[4]
- janvier - février 1916 : colonel Dechay[5]
- février 1916 - mai 1917 : lieutenant-colonel Génin[5]
- mai - juillet 1917 : lieutenant-colonel Vieljeux[6]

## Historique des garnisons, combats et batailles du45eRIT

### Première Guerre mondiale

#### 1914

##### Portion de Givet

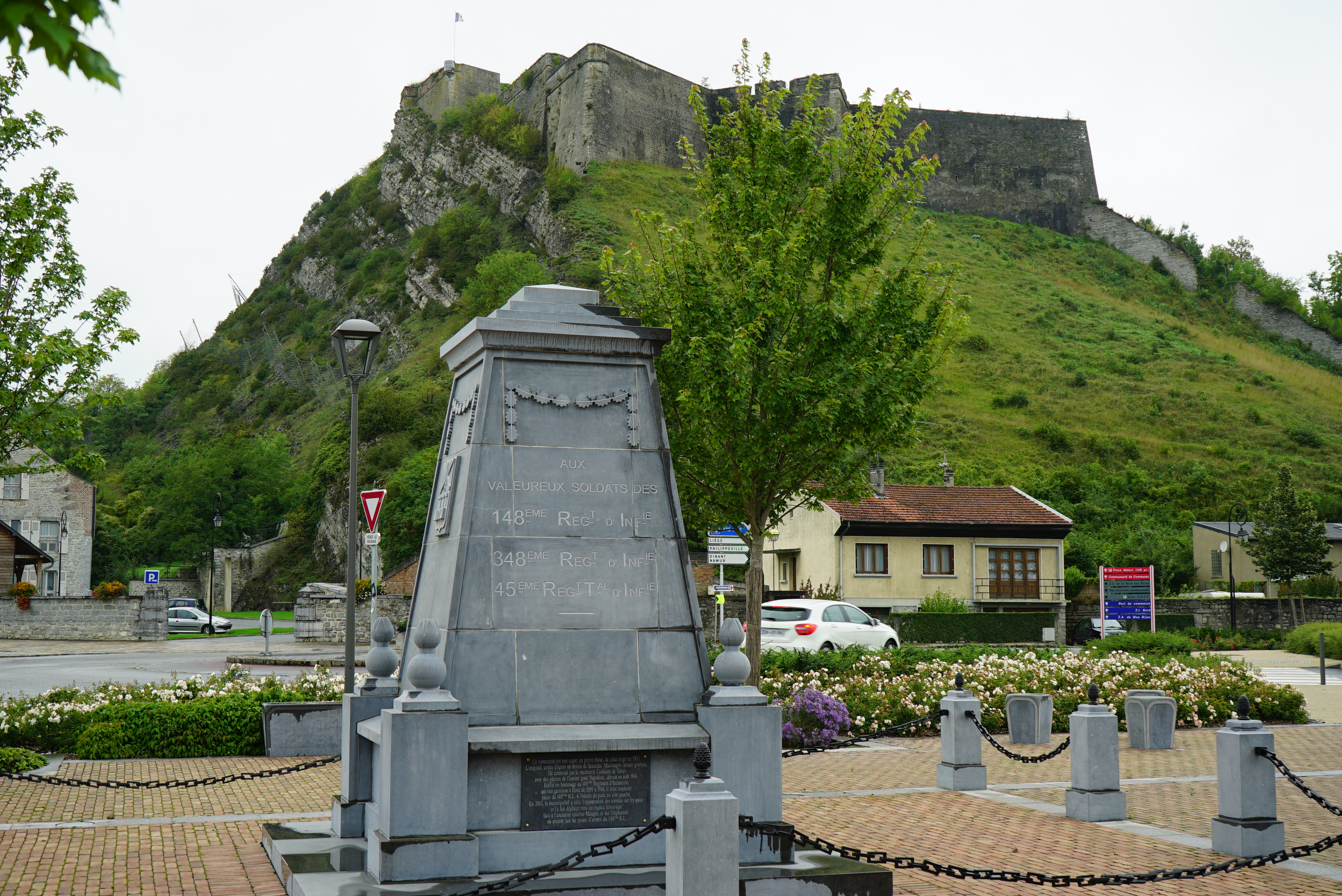
Hommage au le fort de Charlemont.

L'état-major, le 2e bataillon et les 11e et 12e compagnies du 3e bataillon sont mobilisées pour défendre la place de Givet-Charlemont en août 1914. Elle capitule le 31 août 1914 et les territoriaux partent en captivité en Allemagne.

##### Portion de Longwy

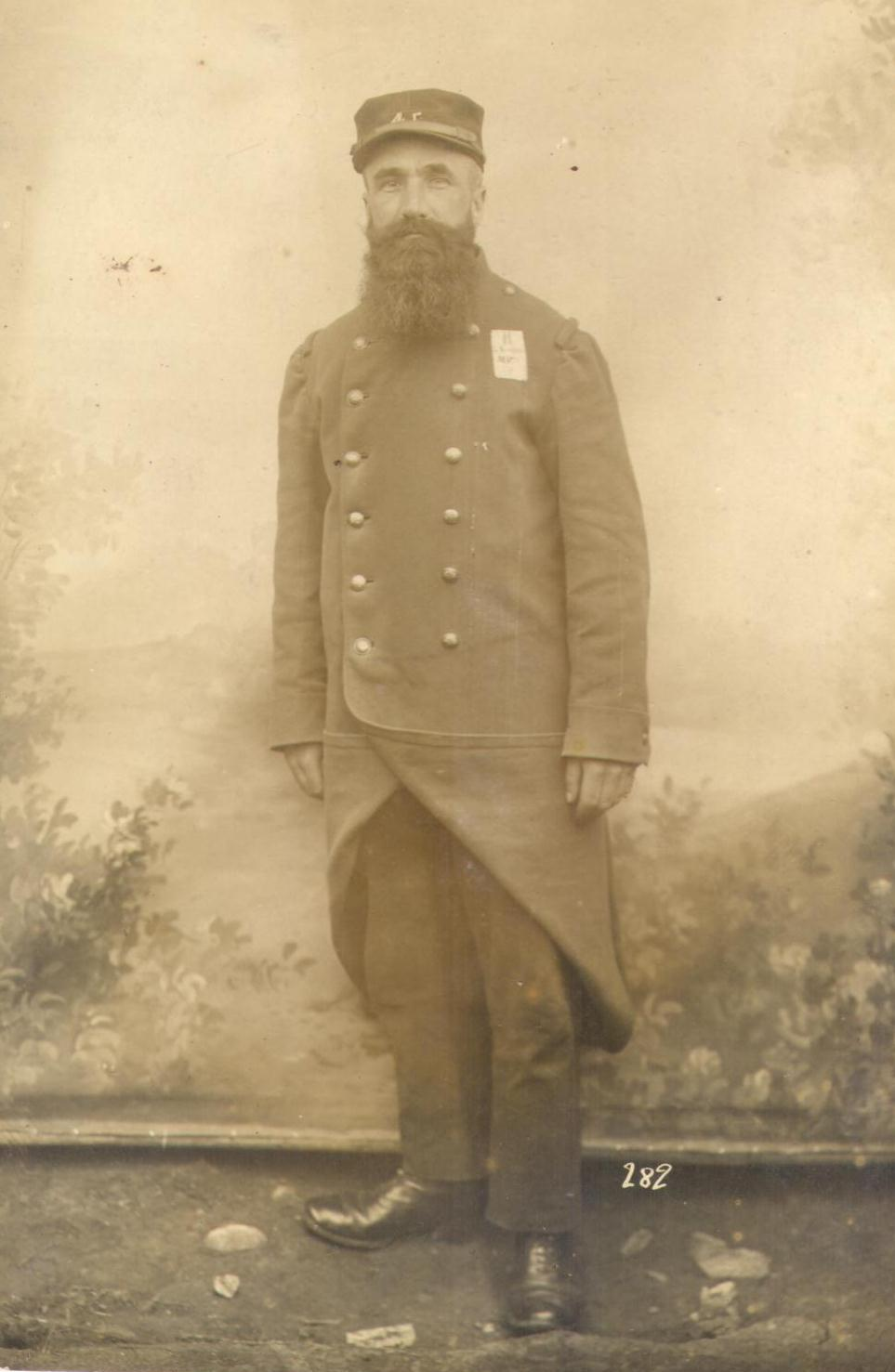
Portrait d'un soldat du, capturé par les Allemands à Longwy le 26/8/1914.

Le 5e bataillon reçoit l'ordre de mobilisation dès le 31 juillet 1914. En position dans la place de Longwy, le bataillon doit se rendre le 26 août lorsque la faible garnison est complètement encerclée par les Allemands,.

##### Portion de Verdun
Les 1er et 6e bataillons sont affectés à la place de Verdun en août 1914. Par réunion de ces deux bataillons, le régiment est reconstitué le 3 février 1915. Il assure des missions de soutien logistique, d'aménagements du terrain ou de patrouilles dans la région jusqu'à sa dissolution le 19 juillet 1917.
Le 1er bataillon est alors affecté à la 73e division d'infanterie jusqu'en novembre 1918. Le 6e bataillon rejoint la 97e division d'infanterie de juillet 1917 à janvier 1918, puis la 2e division de cavalerie à pied de janvier à novembre 1918.

##### Portion de Charleville
Le 4e bataillon est mobilisé à Charleville en août 1914. Il reçoit mission de garder les passages sur la Meuse. Devenu bataillon d'étapes, il se replie jusqu'à la gare des Aubrais le 1er septembre puis part pour Troyes le 15 septembre. Il y est rejoint par les 25e et 26e compagnies, initialement affectées au fort des Ayvelles en août 1914. Il y effectue la mission de bataillon d'étapes jusqu'en mars 1918, où il est affecté au service routier de la IIIe armée.

## Drapeau
Il porte, cousues en lettres d'or dans ses plis, les inscriptions suivantes :
- Verdun 1916

Son drapeau est présenté au régiment le 7 août 1914 mais il doit être brûlé à Givet le 31 août pour éviter sa capture par les Allemands. Seuls un lambeau de l'étoffe et la pique de la hampe sont conservés et cachés,.

### Sources et bibliographie
- Historique du 45e régiment d'infanterie territoriale pendant la guerre 1914-1918, Charleville, Imprimerie A. Anciaux, 1920, 28 p. (lire en ligne).